# Матчи СССР — США по плаванию
Матчи СССР — США по плаванию, как самостоятельное явление вне каких-либо международных соревнований по плаванию, проводились с 1971 по 1989 год. Первая встреча советской и американской сборных по плаванию в рамках международных соревнований произошла в 1962 году. С тех пор, в течение двадцати лет, до 1982 года американцы стабильно побеждали во всех соревнованиях, как среди взрослых спортсменов, так и среди юниоров (в 1995 году, впервые в истории этих соревнований, мужская сборная РФ по плаванию победила сборную команду США).

## Перечень
| Год  | Дата          | Место проведения | Бассейн                                        | Бассейн  | Победитель | Общий зачёт | Мужчины | Женщины | Примечание                    |
| ---- | ------------- | ---------------- | ---------------------------------------------- | -------- | ---------- | ----------- | ------- | ------- | ----------------------------- |
| 1971 | 9—11 сентября | Минск            |                                                |          | США        | 342:205     |         |         | [ 1 ] [ 2 ] [ 3 ] [ 4 ] [ 5 ] |
| 1977 | 3—4 сентября  | Ленинград        | Бассейн СКА                                    | крытый   | США        | 212:132     |         |         | [ 6 ] [ 7 ] [ 8 ] [ 9 ]       |
| 1978 | 15—16 апреля  | Остин            | Texas Swimming Center                          | крытый   | США        | 233:111     |         |         | [ 10 ] [ 11 ]                 |
| 1981 | 22—24 августа | Киев             | Бассейн «Динамо»                               | открытый | США        | 203:141     | 99:81   | 104:60  | [ 12 ] [ 13 ]                 |
| 1982 | 27—29 августа | Ноксвилл         | University of Tennessee Student Aquatic Center | открытый | США        | 224:156     | 111:79  | 113:77  | [ 14 ] [ 15 ]                 |
| 1989 | 24—26 августа | Атланта          | Woodruff Physical Education Center             | открытый | США        | 201:136     |         |         | [ 16 ] [ 17 ] [ 18 ]          |

| Год  | Дата          | Место проведения | Бассейн                         | Бассейн | Победитель | Общий зачёт | Юноши  | Девушки | Примечание    |
| ---- | ------------- | ---------------- | ------------------------------- | ------- | ---------- | ----------- | ------ | ------- | ------------- |
| 1981 | 13—16 августа | Браун-Дир        | Walter Schroeder Aquatic Center | крытый  | США        | 212:132     | 107:73 | 105:59  | [ 19 ] [ 20 ] |
| 1982 | 27—29 августа | Кишинёв          |                                 |         | СССР       | 174:170     | 91:89  | 83:81   | [ 21 ] [ 22 ] |